# 黑滴現象

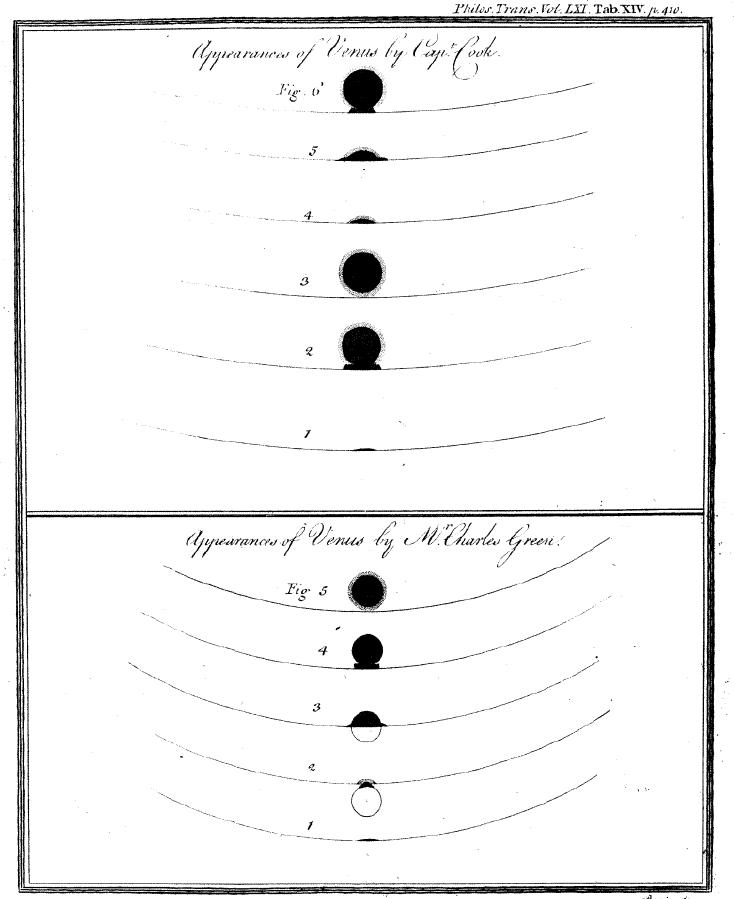
1769年金星凌日观测记錄中描绘的黑滴現象

黑滴現象（英語：Black drop effect），是在金星凌日時看見的一種光學現象，水星凌日也有，但幅度較小。在金星凌日時，所觀察的第二接触之后以及第三接触之前会有一段时间，地球上的观测者可能看到金星会像太阳边缘附近的水滴一样。

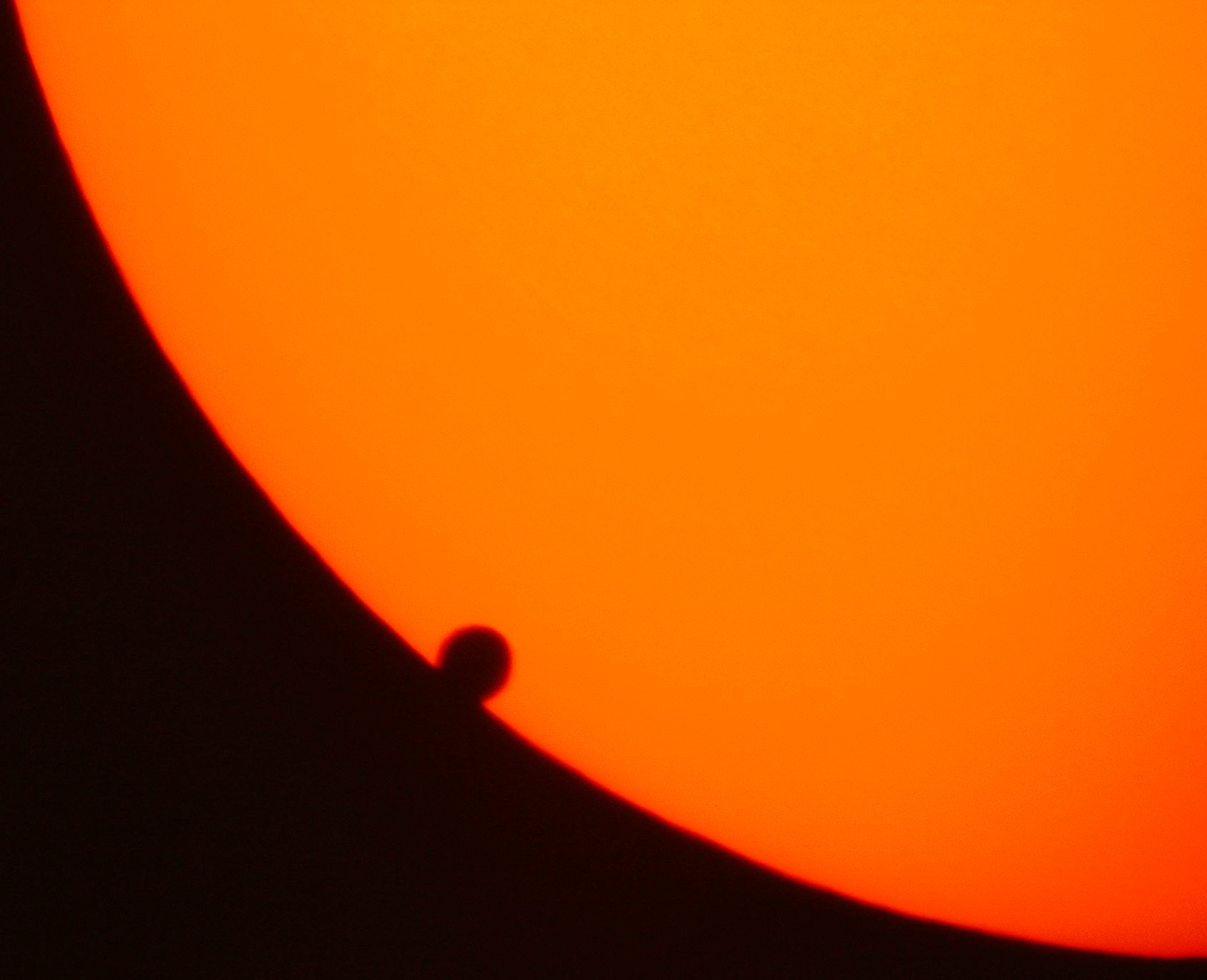
2004年6月8日的金星凌日。此處可見黑滴現象。

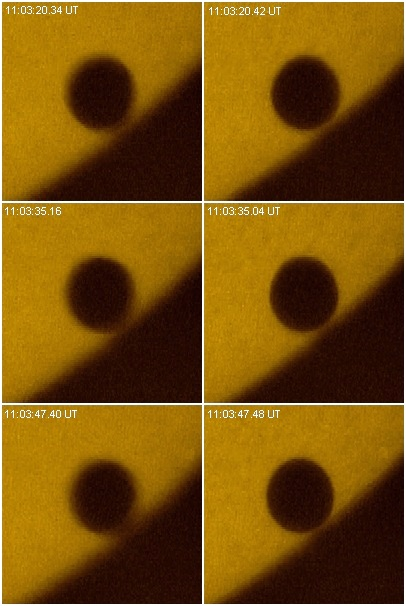
两组接触时刻的照片。左侧品質较差的照片中可以看到黑滴现象。

就在第二接觸之後，和第三接觸之前，一個小的黑色"淚滴"連結出現在金星的盤面和太陽的邊緣之間，從而無法確地第二與第三接觸時間的正確時刻。這導致18世紀嘗試以金星凌日建立天文單位真正精確數值的企圖失敗。
黑滴現象長期以來被認為是由於金星濃厚的大氣層造成的，並且他也被認為是金星有大氣層的第一個實際的證據。但是，現在有很多人認為金星的黑滴現象是地球大氣層的湍流或是檢視儀器中的光學缺陷造成的。

## 成因
為了尋找黑滴現象的成因，19世纪時，夏尔·沃尔夫等人也为找到“黑滴效应”的来由，制作了可以再现金星凌日过程的机器。

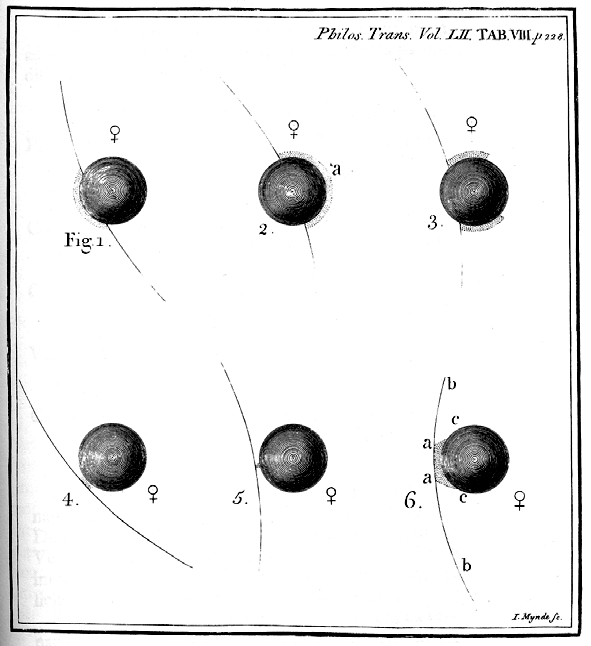
托爾·柏格曼在1761年描述的黑滴現象。

俄国的米哈伊尔·瓦西里耶维奇·罗蒙诺索夫基于自己在聖彼得堡科學院对1761年金星凌日的观测結果发现金星存在大氣層。他的观测器材是兩個消色差透鏡和一個弱太陽濾鏡（煙燻玻璃）。他在金星開始離開太陽盤面時觀測到一道光的突起，即「羅蒙諾索夫的弧」。他還发现金星開始進入太陽盤面時，接触部分的太阳边缘会变得模糊。羅蒙諾索夫认为這些現象是太陽光通過金星大氣層时发生折射造成的。
因為1769年的技術無法克服現代認為的「黑滴現象」的影響，当时的天文學家無法得知凌日開始和結束足夠準確的時間。這一現象長期以來被認為是金星稠密的大氣層造成的，並且是金星存在大氣層的證據之一。不過，近年的研究顯示這一效應可能是来源于觀測儀器存在的缺陷。在精確的測量下，在1999年和2003年的水星凌日 ，即使水星沒有明顯的大氣層，但從地球大氣層之外的觀測依然觀察到黑滴現象。
2012年，傑伊·帕薩切夫和威廉·希恩（William Sheehan）基於帕薩切夫等人2004年金星凌日的观测结果提出，羅蒙諾索夫當年所觀測到的狀況應该不是金星大氣層造成的，而只是「黑滴现象」。一組研究人員因此決定使用羅蒙諾索夫當年的老式折射望遠鏡觀測發生於2012年6月5日至6日的金星凌日，以此作為決定性測試。該組天文學家认为羅蒙諾索夫1761年时使用的望遠鏡可以觀測到金星進入和離開太陽盤面時在金星周圍產生的「羅蒙諾索夫的弧」和其他光環效應，並認為这些效应确实是由金星大氣層造成的。
在2004年6月8日的金星凌日，許多觀測者報告他們沒有看見黑滴現象，或是至少沒有之前世紀凌日時的報告所敘述，那麼明顯的現象。因此推測較大的望遠鏡和有更好的光學可能是一個因素。
黑滴现象也是2004年金星凌日观测各方关注的问题。目前对于黑滴现象成因的主流意见是过去的望远镜存在性能缺陷。参与VT-2004的观测者在测定接触时刻时大多没有受到黑滴效应的影响，提交的大多数照片中也没有出现黑滴效应。学术界也对这一问题做了一些研究。杰伊·帕萨切夫等人分析了NASA的太阳过渡区与日冕探测器对1999年水星凌日以及2004年金星凌日的观测结果，并发现太阳的周邊昏暗现象也是黑滴效应成因之一。

## 外部連結
- The black drop effect（页面存档备份，存于）
- The "Black Drop" effect—explanation at the TransitOfVenus.org（页面存档备份，存于） website
- Sky and Telescope: Where Was the Black Drop?